# Chaetocnema gentneri
Chaetocnema gentneri är en skalbaggsart som beskrevs av Csiki in Heikertinger och Csiki 1940. Chaetocnema gentneri ingår i släktet Chaetocnema och familjen bladbaggar. Inga underarter finns listade i Catalogue of Life.